# Mazda RT24-P
La Mazda RT24-P (nome completo Mazda Road to 24 - Prototype) è una vettura sport prototipo appartenente alla classe Daytona Prototype International, costruita dalla Riley Technologies e Multimatic Motorsports insieme alla Mazda a partire dal 2017 per competere nel Campionato IMSA WeatherTech SportsCar.
La vettura è stata omologata nella classe Daytona Prototype International (DPi) del Campionato IMSA WeatherTech SportsCar dall'IMSA. Ha fatto il suo debutto in gara alla 24 ore di Daytona 2017 con il team SpeedSource Race Engineering, sotto egida della Mazda Motorsports. È stata presentata a novembre 2016 durante il salone di Los Angeles.